# Thompson Oliha
Thompson Oliha (Benin City, 4 de octubre de 1968-Kwara, 30 de junio de 2013) fue un jugador de fútbol profesional nigeriano que jugaba en la demarcación de centrocampista.

## Carrera
Thompson Oliha debutó en 1985 a los 17 años de edad con el Bendel Insurance, club con el que jugó durante dos temporadas. Además jugó para el Heartland FC y el Africa Sports National antes de fichar por el Maccabi Ironi Ashdod FC en 1994. Finalmente un año después fue traspasado al Antalyaspor Kulübü turco, equipo en el que se retiró una temporada más tarde a los 27 años de edad tras una lesión en la rodilla que le impidió seguir con su carrera futbolística.

## Selección nacional
Oliha jugó un total de 31 partidos para la selección de fútbol de Nigeria, marcando dos goles. Hizo su debut en 1990, en un partido contra la selección de fútbol de Senegal. Su último partido fue en la Copa Mundial de Fútbol de 1994, como última sustitución contra la selección de fútbol de Italia.

## Clubes
| Club                    | País            | Año         |
| ----------------------- | --------------- | ----------- |
| Bendel Insurance        | Nigeria         | 1985 - 1987 |
| Heartland FC            | Nigeria         | 1988 - 1991 |
| Africa Sports National  | Costa de Marfil | 1992 - 1994 |
| Maccabi Ironi Ashdod FC | Israel          | 1994 - 1995 |
| Antalyaspor Kulübü      | Turquía         | 1995 - 1996 |

## Palmarés
Heartland FC
- Liga Premier de Nigeria: 1988, 1989 y 1990
- Copa de Nigeria: 1988

Africa Sports National
- Copa de Costa de Marfil: 1993
- Copa Houphouët-Boigny: 1993
- Recopa Africana: 1992
- Super Cup: 1992

## Muerte
Oliha falleció debido a la malaria el 30 de junio de 2013. En el momento de su muerte era el entrenador asistente del Kwara Football Academy.